# بيبي ناناكي جي
بيبي ناناكي جي (1464-1518) هي الشقيقة الكبرى للغورو ناناك، المؤسس والمعلم الأول للديانة لسيخية.
بيبي ناناكي هي شخصية سيخية مهمة، وتعرف باسم جورسيخ الأولى. كما أنها الأولى من الذين أدركوا «مكانة أخيها الروحية».

## عن حياتها
كانت ناناكي وشقيقها (ناناك) أبناء كالو ميهتا وماتا تريبتا، ولدت في مدينة تشاهال بقرب لاهور (منطقة كاسور الحالية)، تزوجت ناناكي في سن مبكرة وهي بنت 11 عاماً، وكان في تلك الأيام من المعتاد أن يكون الزواج للفتيات في هذا السن المبكر.

## بعد دعوة الغورو ناناك
ظهر الغورو ناناك بدعوته الدينية الجديدة وأسس الديانة السيخية وقد حاربه أبوه في أول الأمر، وقامت بيبي ناناكي بدعم دعوته وأيدته بكل قواها وكانت امرأة ورعة، حيث كان يتم وصفها أنها امرأة مستنيرة روحيا، وتحمل صفات أخيها، وقامت بدعمه طوال حياته على كونه المعلم.

## وفاتها
توفت في عام 1518 بعدما دعمت أخيها وحققت ما كانت تتمناه من أن تتشر الدعوة الدينية الجديدة لأخيها، وقد توفت عن عمر يناهز 54 سنة.